# 시노트럭 (홍콩)
시노트럭 (홍콩) 유한회사는 2007년에 설립된 홍콩의 화물자동차 제조업체이다. 시노트럭 (홍콩)의 자회사들은 중국 대륙에서 트럭을 제조하고 있으며 모회사인 차이나 내셔널 헤비 듀티 트럭 그룹((a.k.a. 시노트럭 그룹 또는 CNHTC)은 중국 산둥성 지난시에 본사를 둔 중국 국영 중형 트럭 제조업체이다.

## 역사
시노트럭 (홍콩) 유한회사는 중국 특별행정구인 홍콩에서 2007년 1월 31일 중국 정부 소유의 차이나 내셔널 헤비 듀티 트럭 그룹((a.k.a., 시노트럭 그룹)의 중간 지주 회사로 설립되었다. 4월 2일부터 시노트럭 (홍콩) 유한회사는 Sinotruk Jinan Truck, Sinotruk Jinan Commercial Truck, Sinotruk Jinan Power, Sinotruk Jinan Technical Center, Sinotruk Factory Design Institute, Sinotruk Shandong Import & Export Company, Sinotruk Jinan Ganghua Import & Export Company, Sinotruk Hong Kong International Investment Company 및 Sinotruk Finance 등 다음 자회사들을 소유했다. Sinotruk Jinan Truck 자체는 SZSE:000951로 선전 증권거래소에 상장된 회사이다. 이 자회사들은 Sinotruk (BVI) Limited에서 인수되었고, 다시 Sinotruk Group에서 인수되었다.
시노트럭 (홍콩) 유한회사는 2007년 11월 28일 홍콩 증권거래소에 상장되었다. 2007년 기준으로 시노트럭 (홍콩)과 모회사인 시노트럭 그룹은 중국 대륙에서 가장 큰 중형 트럭 제조업체였다. 당시 시노트럭 그룹 매출의 90%가 시노트럭 (홍콩)과 시노트럭 (홍콩)의 자회사들로부터 나왔다. 시노트럭 그룹은 일부 자산을 비상장 상태로 유지했다.
2008년 3월 10일부터 시노트럭 (홍콩)은 레드 칩 기업을 위한 주식 시장 지수인 항셍 중국 관련 기업 지수의 구성 종목이 되었다. 이 주식은 2012년 6월 4일 지수에서 제외되었다가 2020년 9월 7일 다시 편입되었다.

## 사업

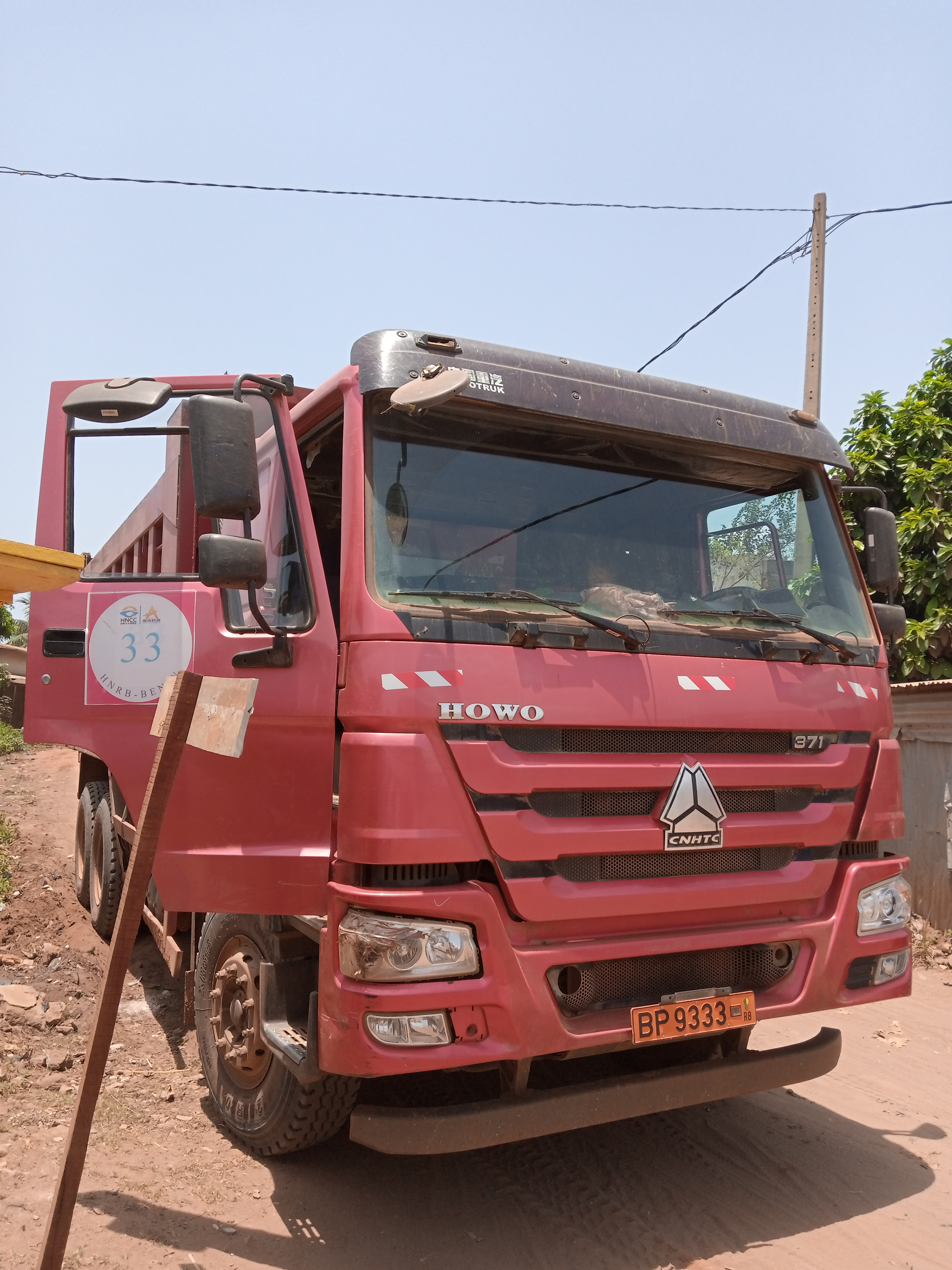
베냉의 하우(Howo) 트럭 (2020)

시노트럭은 건설, 컨테이너 운송, 광업 및 철강 생산 등 다양한 산업에서 사용되는 화물 트럭 및 세미 트랙터 트럭(Howo 및 Sitrak)을 제조한다.
이 회사와 그 국영 모회사는 2009년에 약 12만 5천 대의 중형 트럭을 판매했으며, 중국 중형 트럭 시장의 약 20.1%를 차지했다. 시노트럭의 해외 판매는 주로 옛 소련 국가들과 중동 국가들과 같은 개발도상국 시장으로 향했으며, 판매 대수와 수익 면에서 약 19%(2007 회계연도)를 차지했다.
연비 효율이 좋은 트럭은 현재 회사 생산량의 약 80%를 차지한다.

## 논란
2010년부터 2014년까지 시노트럭은 북한에 민간용 트럭을 수출했으며, 이 트럭들은 조선인민군 군용으로 개조되었다. 시노트럭은 이 거래에서 어떠한 잘못도 없다고 부인했다.

## 소유권
2009년에 독일 트럭 제조업체인 MAN SE는 시노트럭 (홍콩)의 25% + 1주 지분을 매입했다.